# Pont de King's College
King's College Bridge est le huitième pont de la rivière Cam et le quatrième pont en amont de la ville de Cambridge  en Angleterre. Au XVe siècle a été construit le premier pont en bois, la structure en pierre actuelle a été conçue par le célèbre architecte britannique William Wilkins en 1818 et construit par Francis Braidwood en 1819 ,.

## Voir également
- Liste des ponts de Cambridge